# Generał armii (ZSRR)
Generał armii (ros. генерал армии) – stopień wojskowy w Armii Czerwonej i Armii Radzieckiej Sił Zbrojnych ZSRR, poniżej stopnia marszałka rodzaju wojsk, a powyżej stopnia generała-pułkownika. Nadawany dekretem Prezydium Rady Najwyższej ZSRR.
Stopień wojskowy „generała armii” stał się najwyższym z czterech stopni generalskich wprowadzonych w Armii Czerwonej 7 maja 1940. Nie istniał w carskiej Rosji.
Pierwszymi generałami armii zostali 4 czerwca 1940: komkor Gieorgij Żukow oraz komandarmi II rangi Kiriłł Mierieckow i Iwan Tiuleniew. Przed najazdem niemieckim na ZSRR awansowali na ten stopień również gen-płk Iosif Apanasienko (dowódca Frontu Dalekowschodniego) i Dmitrij Pawłow (dowodzący wojskami Zachodniego Specjalnego Okręgu Wojskowego).